# Hallonvivel
Hallonvivel (Anthonomus rubi) är en skalbaggsart som ingår i släktet Anthonomus, och familjen vivlar. Den beskrevs först av Herbst 1795. Hallonvivel kan uppträda som skadeinsekt i hallon- och jordgubbsodlingar. Andra svenska namn på arten är hallonblomvivel, jordgubbsvivel och jordgubbsblomvivel.
Arten är reproducerande i Sverige.

## Kännetecken
Hallonviveln är gråsvart och blir 2-4 millimeter lång. Huvudet är utdraget i ett snyte.

## Skadeinsekt
Vivelhonan söker upp hallonbuskar och jordgubbsplantor och lägger ägg i blomknoppar som ännu inte slagit ut. Efter att honan lagt ägg i blomknoppen biter hon av blomskaftet, vilket får till följd att blomknoppen torkar och blomningen uteblir. Till slut kan blomknoppen falla till marken. En hona lägger vanligen mellan 50 och 150 ägg.
Utebliven blomning innebär skördeförluster då inga bär bildas och man försöker därför bekämpa viveln genom olika åtgärder. 
Ett exempel på en förebyggande åtgärd i jordgubbsodlingar kan vara att skydda jordgubbsplantorna med fiberduk under knoppstadiet.